# Valeri Catulí
Valeri Catulí (en llatí Valerius Catulinus) va ser un militar romà del segle ii. Formava part de la gens Valèria, una antiga família romana d'origen sabí.
L'any 193 l'emperador Didi Julià el va enviar a Il·líria per substituir en el govern a Septimi Sever, que s'havia proclamat emperador. Valeri va ser posteriorment mort per Sever segons assenyala Espartià.